# Spilogona argenticeps
Spilogona argenticeps är en tvåvingeart som beskrevs av Malloch 1924. Spilogona argenticeps ingår i släktet Spilogona och familjen husflugor. Inga underarter finns listade i Catalogue of Life.